# Argostemma discolor
Argostemma discolor är en måreväxtart som beskrevs av Elmer Drew Merrill. Argostemma discolor ingår i släktet Argostemma och familjen måreväxter.
Artens utbredningsområde är Hainan (Kina). Inga underarter finns listade i Catalogue of Life.